# Clostridiàcies
Clostridiàcia (Clostridiaceae) és la família de clostridia, i conté el gènere Clostridium